# Billbrook
Billbrook, Hamburg-Billbrook — dzielnica miasta Hamburg w Niemczech, w okręgu administracyjnym Hamburg-Mitte. W 1912 włączony  w granice miasta.